# Журнал Польща-Європа-Світ

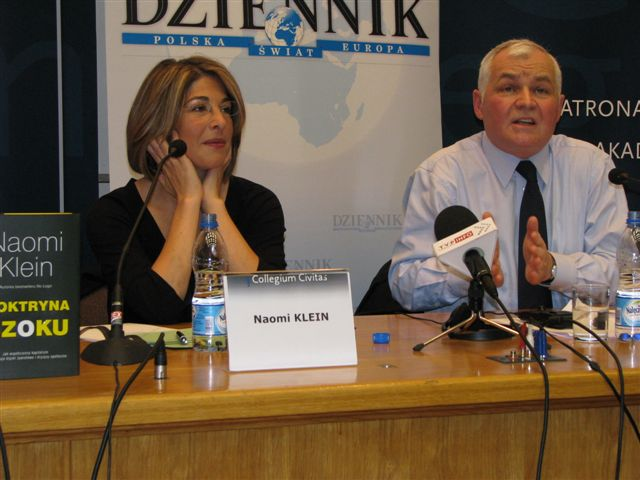
Наомі Кляйн і Ян Кшиштоф Білецький на тлі логотипа газети

Dziennik Polska-Europa-Świat — польська щоденна загальнонаціональна газета, що видавалася у 2006—2009 роках спочатку видавництвом Axel Springer Polska, пізніше видавничою групою Infor PL. Газета виходила з 18 квітня 2006 року по 12 вересня 2009 року.

## Історія
Газета була створена за зразком газети Welt Kompakt видавництва Springer, видання в форматі берлінер газети Die Welt, що видається в Гамбурзі. Перший випуск вийшов 18 квітня 2006 року, а в травні 2006 року наклад становив 211 610 примірників, третє місце за накладом серед національних газет. Dziennik розглядався як конкурент Газета Виборча, тому його політичний профіль був більш правим, ніж у його ліво-ліберального конкурента. Однак у більшості випадків на своїх сторінках газета представляла широкий спектр поглядів.
Газета виходила шість разів на тиждень на 40-48 сторінках, мала чотири постійні тематичні додатки та щоденний регіональний додаток «Warszawa». Щосуботи виходив додаток «Magazyn». З 22 травня 2007 року його економічним додатком був «The Wall Street Journal Polska» — польськомовна версія «The Wall Street Journal».
Газета мала інтернет-видання — dziennik.pl, існувала можливість підписки на електронну версію[неякісне джерело].
14 вересня 2009 року «Dziennik» було об'єднано зі щоденною газетою «Gazeta Prawna» видавництва Infor Bizness з метою створення нової загальнонаціональної щоденної газети під назвою «Dziennik Gazeta Prawna».

## Головні редактори
- Роберт Красовський до 3 червня 2009 (відставка з посади[7]), заступники: Марта Стремецька, Конрад Колодзейський, Анджей Талага, Міхал Карновський, Цезарі Беляковський, Артур Румянек
- Міхал Кобоско з 3 червня 2009 року

## Автори
- Керівники відділів та додатків: Zuzanna Dąbrowska, Paweł Reszka, Andrzej Talaga, Michał Karnowski, Donat Szyller, Piotr Kępiński, Renata Kim, Jacek Borkowicz, Maciej Nowicki, Krzysztof Olszewski, Artur Łasiuk, Marcin Piasecki, Agata Daniluk, Małgor зата Мінта
- Художній керівник: Анна Дяковська
- Автор моделі: Helmut Steindl, Piotr Grzybowski
- Видавець: Гжегож Янковський
- Видавництво: Інфор С. І.
- Журналісти та публіцисти: Анджей Годлевський, Пьотр Кофта, Цезарій Ковальський, Якуб Кумох, Роберт Мазурек, Цезарій Міхальський, Магдалена Мєчніцка, Анджей Осєка, Павел Паливода, Ян Рокіта, Мірослав Спихальський, Анджей Талага, Яцек Вакар, Ян Врубель, Пьотр Заремба
- Колумністи: Єжи Пільх, Роберт Мазурек
- Іноземні співавтори: Найл Фергюсон, Гай Сорман, Ернандо де Сото, Джошуа Муравчик

«Dziennik» також публікував публікації, зокрема: Grzegorz Brzozowicz, Paweł Huelle, Zdzisław Krasnodębski, Marcin Król, Ryszard Legutka, Antoni Libera, Tomasz Lis, Rafał Matya, Sławomir Sierakowski, Jadwiga Staniszkis, Tomasz Terlikowski, Jacek Żakowski, Norman Podhoretz, Vladimir Bukovski, Олег Гордієвський, Олег Калугін, Герберт Ромерштайн та ін.

## Тематичні доповнення
- Понеділок: спорт; Робота, кар'єра, розвиток
- Вівторок: Нерухомість (у Варшавському регіоні)
- П'ятниця: Культура; Тележурнал
- Субота: Журнал, Подорож
- Щоденно: The Wall Street Journal Polska — Dziennik Finansowy